# Bràtske (Krasnoperekopsk)
|  | Per a altres significats, vegeu «Bràtskoie». |

Bràtske (en (ucraïnès): Братське) és un poble de la República Autònoma de Crimea a Ucraïna, que el 2014 tenia 1.005 habitants. Pertany al districte rural de Krasnoperekopsk. Fins al 1948 la vila es deia Stari Ialàntaix.